# Corallorhiza trifida
Corallorhiza trifida, là một loài lan thuộc chi Corallorrhiza bản địa của Bắc Mỹ và Eurasia, với một phân bố circumboreal.

## Miêu tả
Corallorhiza trifida có màu xanh lá cây hơi vàng, không có lá và một phần myco-heterotrophic, lấy chất bổ từ, nhưng không phải tất cả chất dinh dưỡng liên quan tới fungi của chi Tomentella. Nó cũng chứa chlorophyll, mà nó cung cấp vài chất bổ các bon thông qua tính tự dưỡng.

## Hình ảnh

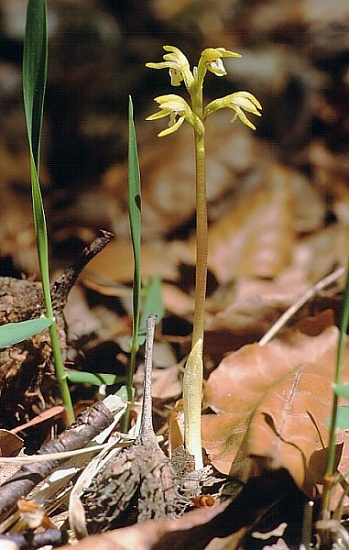
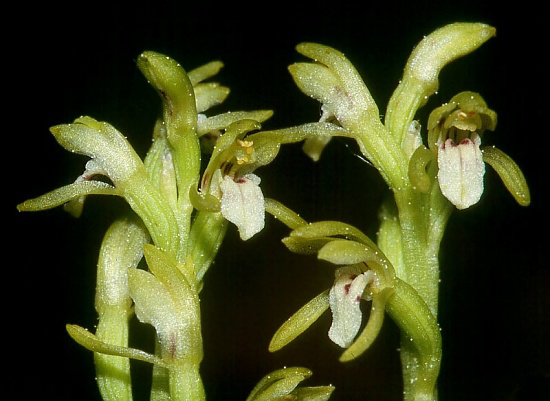
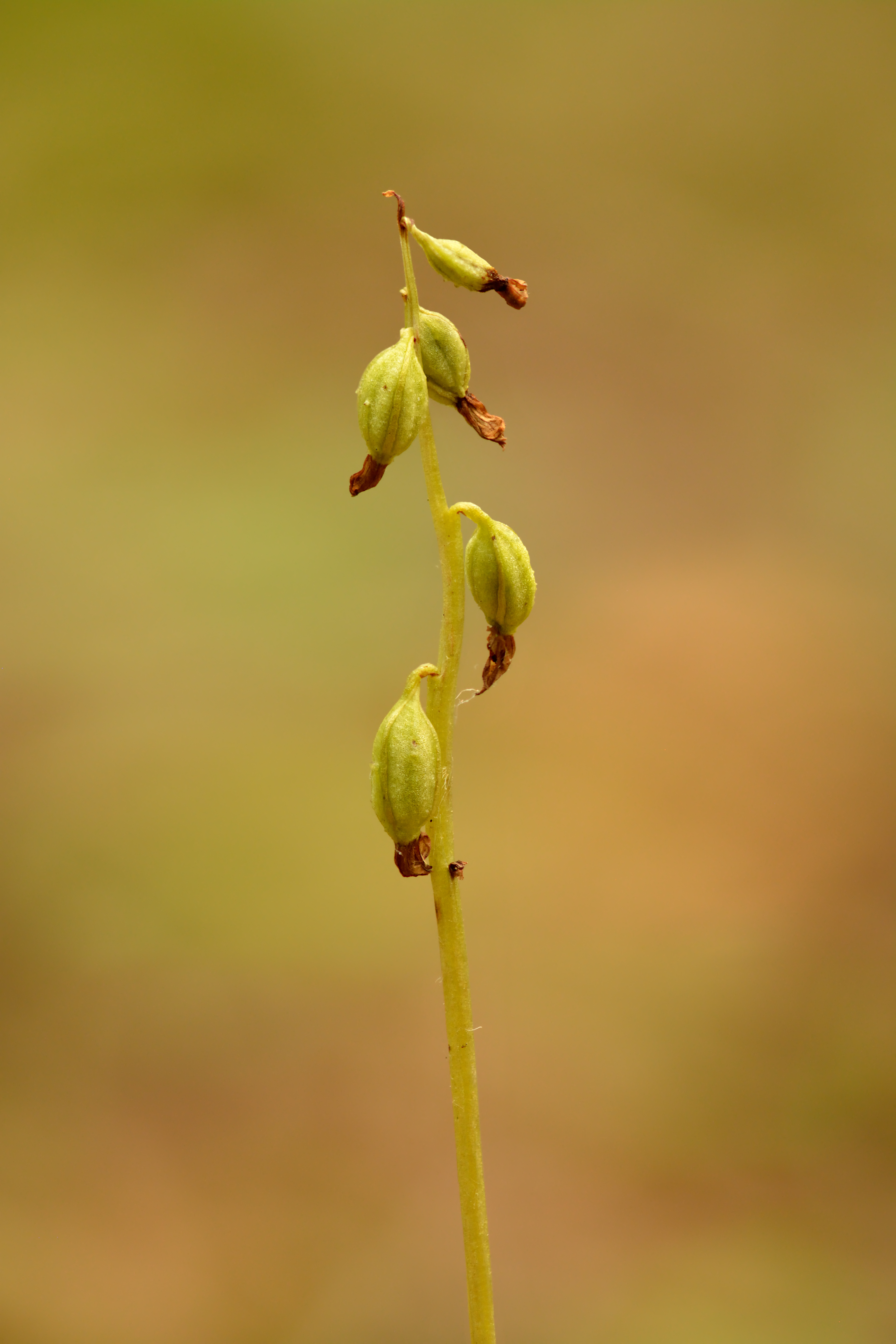